# Puerto de Tarragona
El puerto de Tarragona es un puerto pesquero, comercial, de pasajeros y deportivo de la ciudad de Tarragona (España), y un motor económico de Cataluña, con una cifra de factuación de 57,2 M€.[actualizar]
Es uno de los puertos marítimos más importantes de la costa mediterránea. Gran parte de su actividad está relacionada con el transporte industrial o de mercancías, pero es también un puerto pesquero, náutico y de pasajeros. El puerto es el destino de un ramal de la línea de ferrocarril que recorre el corredor mediterráneo, y constituye uno de los principales núcleos de este eje económico.
Es un punto clave para la industria química del Campo de Tarragona, puesto que el puerto cuenta con una plataforma específica para los barcos cargados de crudo y sus derivados. El puerto es por tanto un punto clave en la distribución de los productos que necesita o genera la industria química de la provincia de Tarragona a través del complejo petroquímico de Tarragona.

## Actividades y usos
- Actividades y usos: , , ,  y

## Historia
Los íberos eligieron el cerro de Tarrakon para establecerse, y hasta la época romana cuando se convirtió en base militar no fue una de las principales ciudades de la península ibérica. Se aprovechó la pequeña playa junto a la desembocadura del río Francolí para hacer transacciones por vía marítima. Los romanos construyeron un dique a lo largo de la roca más convexa acabada en martillo, donde se encontraba el Farelló para guiar los barcos. La buena comunicación con el valle del Ebro y la proximidad de las Islas Baleares influyeron en el desarrollo del puerto de Tàrraco.
Tárraco recibió los primeros soldados romanos  a partir del 218 a. C. Construyeron dos diques de piedra aprovechando la formación natural de una playa entre la punta de Miracle y el cabo de Salou, En el 45 a. C. el puerto de Tárraco era un importante centro comercial de productos agrícolas que se exportaban a cambio de cerámica, vidrios y productos manufacturados procedentes de Italia y del norte de África.
En el 1484, después de siglos de abandono, un permiso real autorizó la habilitación definitiva del puerto con la construcción de un dique de obra y concediendo franquicias de derechos de aduana. Se instauró una Junta formada por un prelado, representación del municipio y del capítulo de la catedral.  hubo una reanudación de las obras del muelle tarraconense hasta que la Guerra de los Segadores el 1652, paralizó nuevamente el comercio.
La recuperación fue muy lenta hasta que Tarragona, a raíz del Decreto de Nueva Planta, fue nombrada cabeza del Corregimiento. El año 1790, se inauguraron oficialmente las obras de reconstrucción del Puerto de Tarragona y se creó la Junta Protectora de las Obras del Puerto para gestionarlas. La dirección fue a cargo del ingeniero Juan Ruiz de Apodaca, quien había diseñado el primer proyecto del puerto de Tarragona.

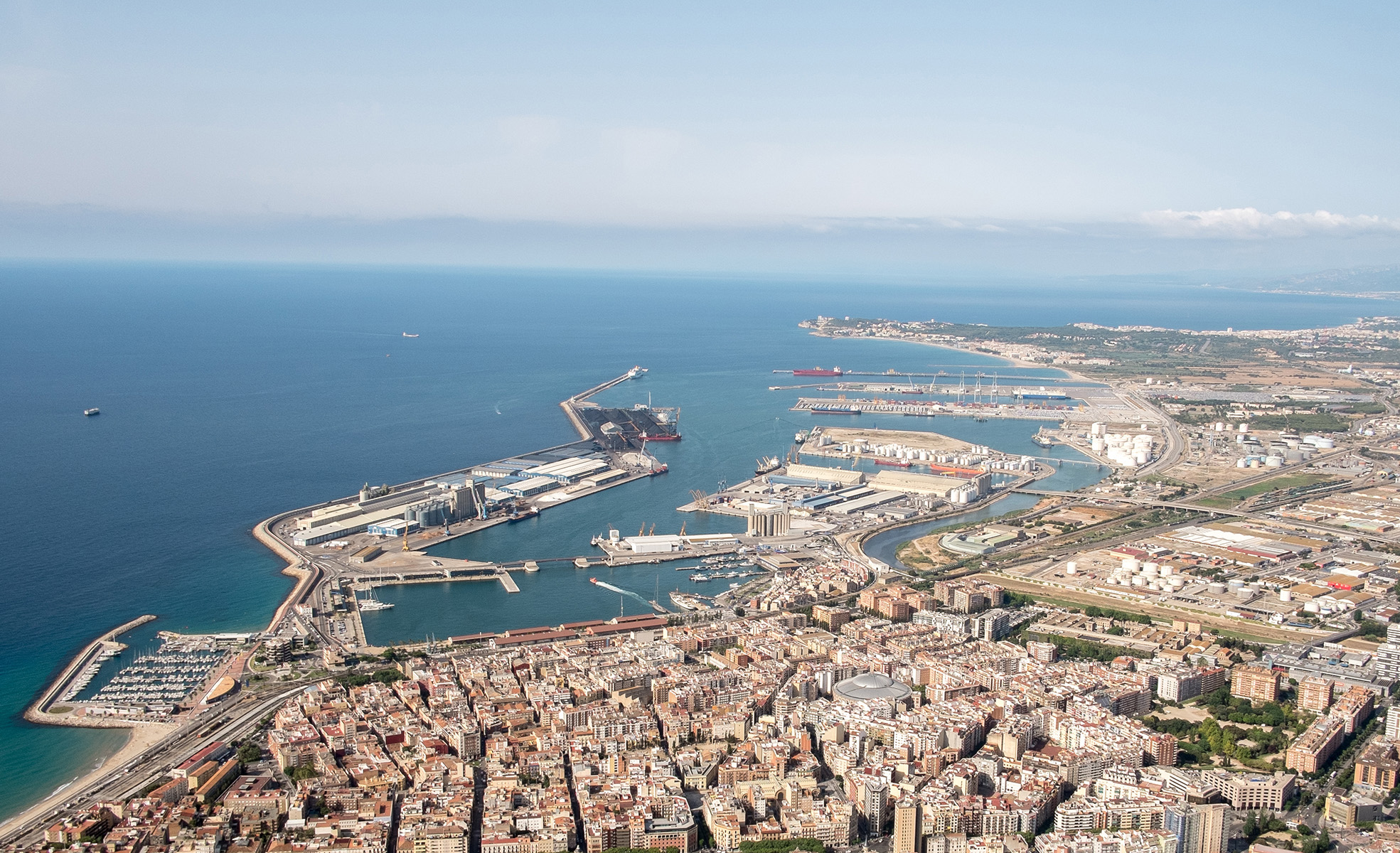
Vista aérea del Puerto de Tarragona

En 1799, Joan Semith, con su segundo proyectecto, preveía la construcción de un dique de 1.337 metros de longitud. Smith se ocupó también de hacer llegar el agua al puerto y de redactar un proyecto capital para Tarragona: el de la Nueva Población de la Marina en 1806 que configuró la urbanización de la parte baja de la ciudad.
En el  año 1835 la Junta Protectora fue suprimida y sus funciones las asumieron la gobernanza civil y la Diputación. La situación se normalizó a partir del año 1869 en que se creó la Junta de Obras del Puerto de Tarragona con representación de la Junta Provincial de Agricultura, Industria y Comercio, del Ayuntamiento y de la Diputación. Este organismo, que es el precedente de la actual autoridad portuaria, estuvo vigente hasta el año 1992.

## Principales tráficos[4]
| Evolución de los tráficos (en toneladas) |            |            |            |
|                                          | 2017       | 2018       | 2019       |
| Gráneles líquidos                        | 22.035.857 | 19.849.475 | 21.210.546 |
| Gráneles sólidos                         | 9.505.432  | 9.988.264  | 9.718.750  |
| Mercancía general convencional           | 1.487.982  | 1.612.644  | 1.324.310  |
| Mercancía general en contenedores        | 591.681    | 556.216    | 454.389    |
| Avituallamiento                          | 75.563     | 79.685     | 76.676     |
| Pesca                                    | 3.670      | 3.626      | 2.933      |
| Tráfico local                            | 0          | 0          | 14.472     |
| Total tráfico marítimo                   | 33.700.185 | 32.089.911 | 32.802.076 |
| Tráfico terrestre                        | 328.050    | 315.444    | 380.844    |
| Totales                                  | 34.028.235 | 32.405.355 | 33.182.920 |

Durante 2019, el Puerto de Tarragona registró un movimiento de 33.182.920 toneladas con un incremento de un 2,40% . Los grupos en los cuales se basa este incremento son los líquidos a granel, con un incremento del 6,86% (1.631.071 toneladas más) y el incremento del tráfico terrestre con un ascenso del 20,73% (65.400 toneladas más). El resto de grupos, según su presentación, tienen comportamientos negativos de mayor o menor carácter, pero los graneles sólidos es el de menor disminución (269.514 toneladas) respecto al año anterior.
Los tráficos más importantes son:
Graneles líquidos

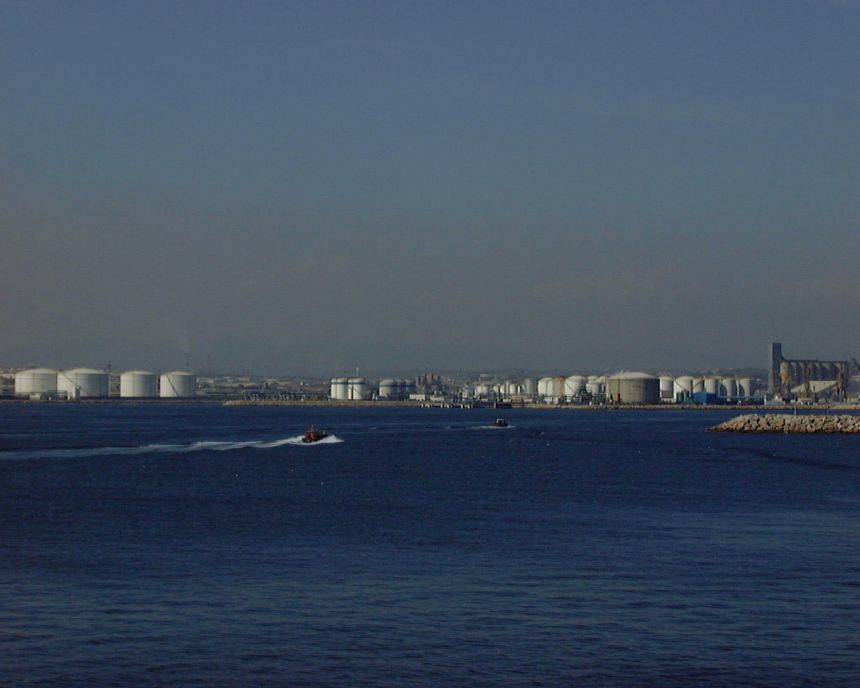
Vista panorámica del Puerto de Tarragona

Con  la presencia complejo petroquímico de Tarragona, el Puerto se sitúa como uno de los principales puertos del Mediterráneo para el almacenamiento y la distribución de productos petroquímicos. Las empresas de la industria química y petroquímica de Tarragona generan una producción anual de 20 millones de toneladas, lo cual representa el 50% de la producción de Cataluña y el 25% de la española y el Puerto de Tarragona es la plataforma logística a través de la cual se importan las materias primas necesarias para los procesos de producción del sector químico, y se exportan los productos que se derivan. Las instalaciones pueden almacenar gran variedad de productos líquidos con todas las garantías de seguridad en tres terminales independientes. La capacidad de almacenamiento ronda los 800.000 m³.
Agroalimentarios
Una media de 5 millores de toneladas de productos agroalimentarios se mueven en el Puerto de Tarragona anualmente. Dispone de 260.000m2 de superficie cubierta para el almacenamiento de estos productos e infraestructuras especializadas. El alta especialización portuaria en el tráfico de agroalimentarios facilita que se trabaje con una amplia variedad de productos (más de 60). Los principales son: trigo, moresc y las harinas de soja y girasol.

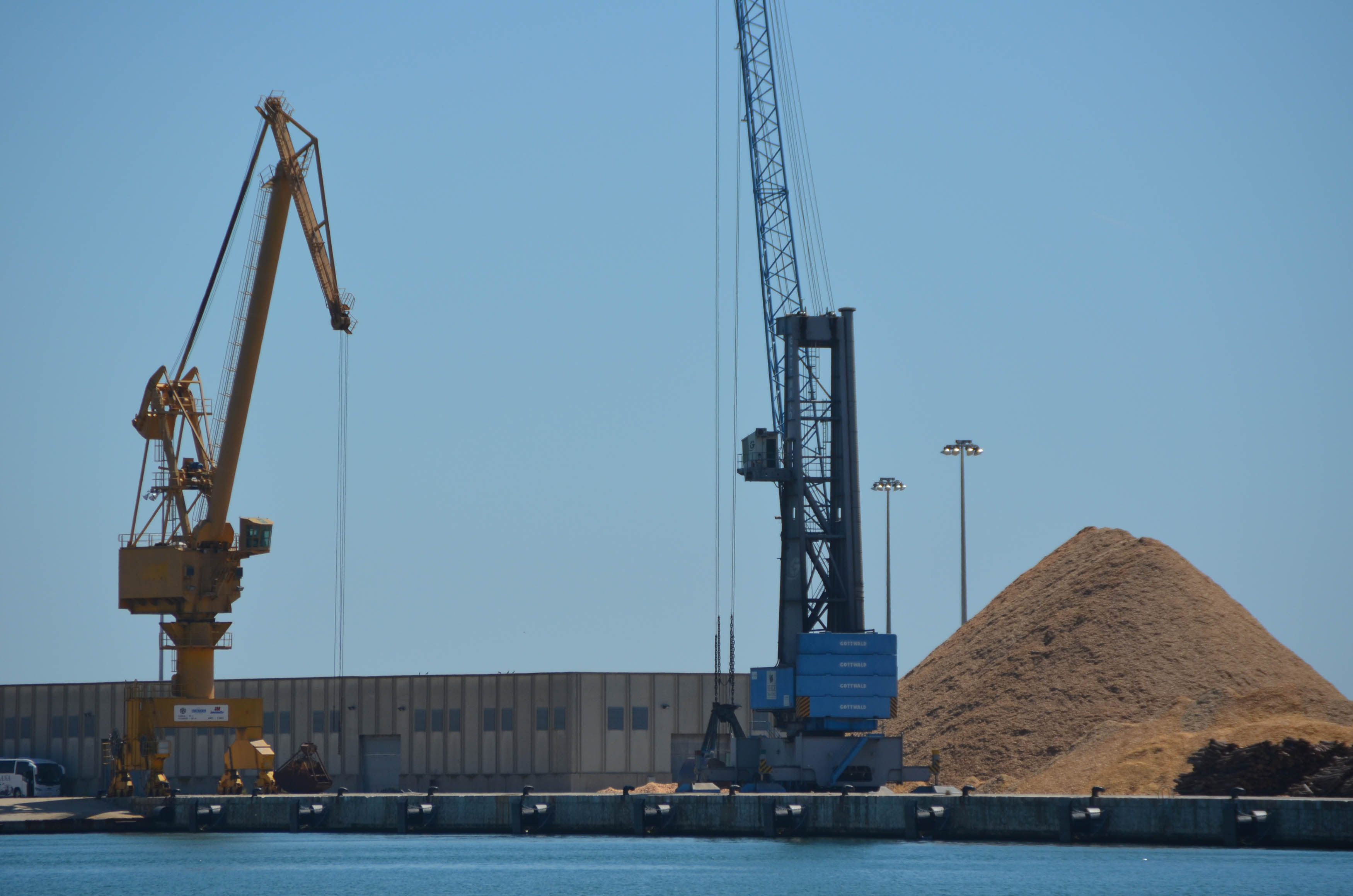
Vista de grúas para carga y descarga de graneles sólidos en el Puerto de Tarragona

El Puerto de Tarragona recibe productos agroalimentarios de los principales países productores como Ucrania, Rumanía, Argentina y los Estados Unidos. La distribución de estos productos alcanza todo Cataluña, Aragón, Navarra y Castilla, donde se fabrica más del 40% de la producción de piensos españoles. Los productos que se importan a través del Puerto de Tarragona y se transportan a las zonas donde se producen los piensos para la alimentación animal, como son las fábricas de Lleida, Zaragoza, Girona y las industrias de Soria y Huesca.
Desde 2020 dispone de un sistema de entregas de productos agroalimentarios (SEA), servicio digital y gratuito para todos los operadores logísticos y es la sede de Agrifood, el ciertamente bienal internacional en el sector agroalimentario.
Minerales
Por el Puerto de Tarragona, pasan anualmente 4 millones de toneladas de minerales diversos, de los cuales el carbón y el coque de petróleo representan el 82% del total. Para ello se sigue la Guía de buenas prácticas en la manipulación de graneles  sólidos en el Port de Tarragona, que permite mantener los niveles de sostenibilidad en el desarrollo  de estos tráficos. 
Esta importación de carbón va destinada a la producción de energía eléctrica para las centrales térmicas de Andorra (Teruel), Alcudia (Baleares) y Córcega (Francia). Del resto de minerales, los más destacados son la sal mineral común y el fosfato.
Fruta

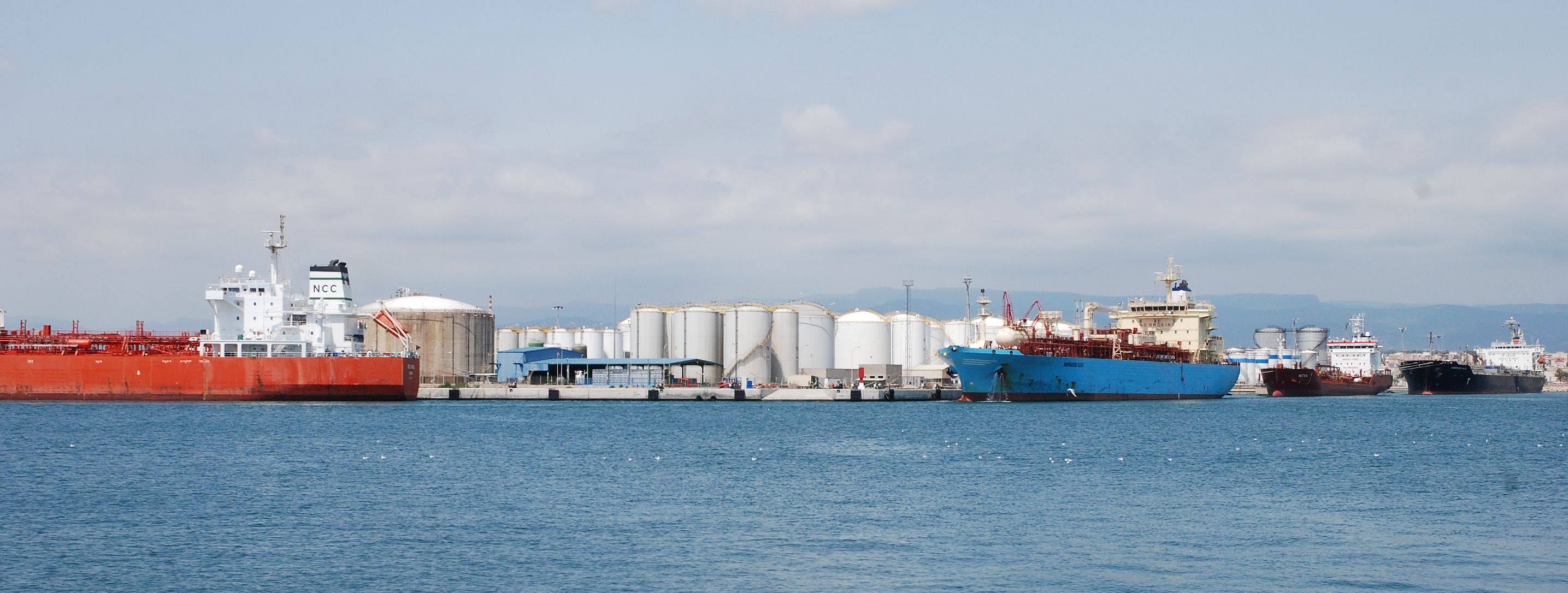
Transporte de graneles líquidos en el puerto de Tarragona

Entrada de la fruta tropical (kiwis, piñas, plátanos y aguacates) con destino a la península ibérica y el sur de Europa, mantiene servicios regulares a Nueva Zelanda, Costa Rica, Colombia y República Dominicana así como servicios no regulares de Canadá y los Estados Unidos. Se dispone de 20 000 m² de almacenamiento para fruta así como almacenes refrigerados y un puesto para la inspección de entrada de frutas en la Unión Europea. 
Animales vivos
Uno de los dos puertos en todo el estado autorizados para la carga de animales vivos (ganado ovino, vacuno y caprino). Servicio iniciado en 2012, permite que desde Tarragona se exporte ganado la zona noreste de España.
Desde que se inició este servicio y hasta el 2020, se han exportado 1.300.000 reses vive con destinos como Libia, Líbano, Argelia, Egipto y Turquía.
Contenedores
La terminal de contenedores con capacidad para mover 450.000 TEU en el año se encuentra cerca de la zona de control e inspección de mercancías, y también de la Terminal Intermodal de la Boella, ubicada en el Corredor Mediterráneo, conectada con acceso ferroviario de vía de ancho mixto: internacional e ibèrico. La proximidad con el polígono químico más grande del sur de Europa facilita el tráfico intermodal de productos químicos. Y también se conecta con la terminal intermodal de Guadalajara. en el Corredor de Henares.
Papel y productos forestales

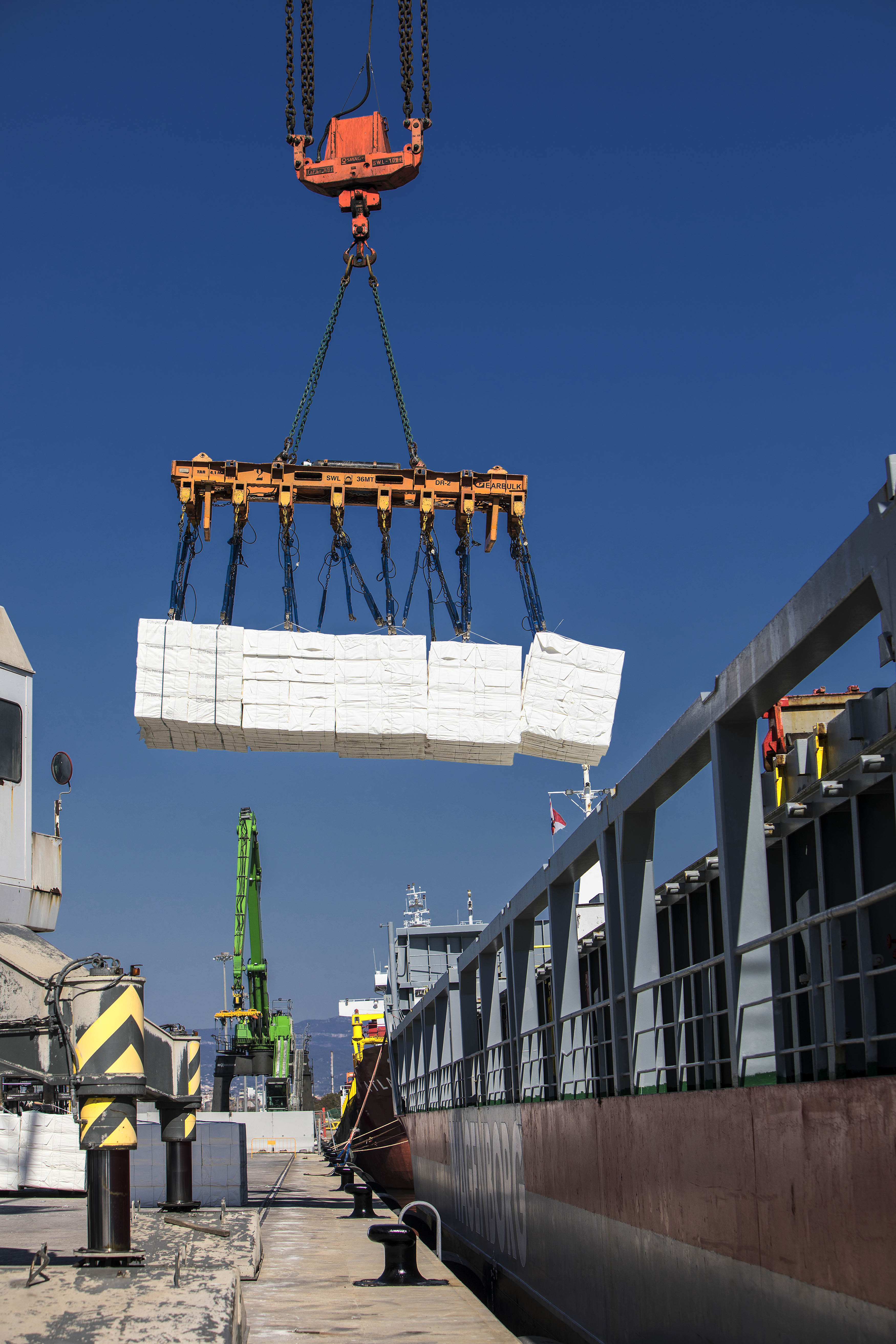
Operativa de descarga de pasta de papel en el Puerto de Tarragona

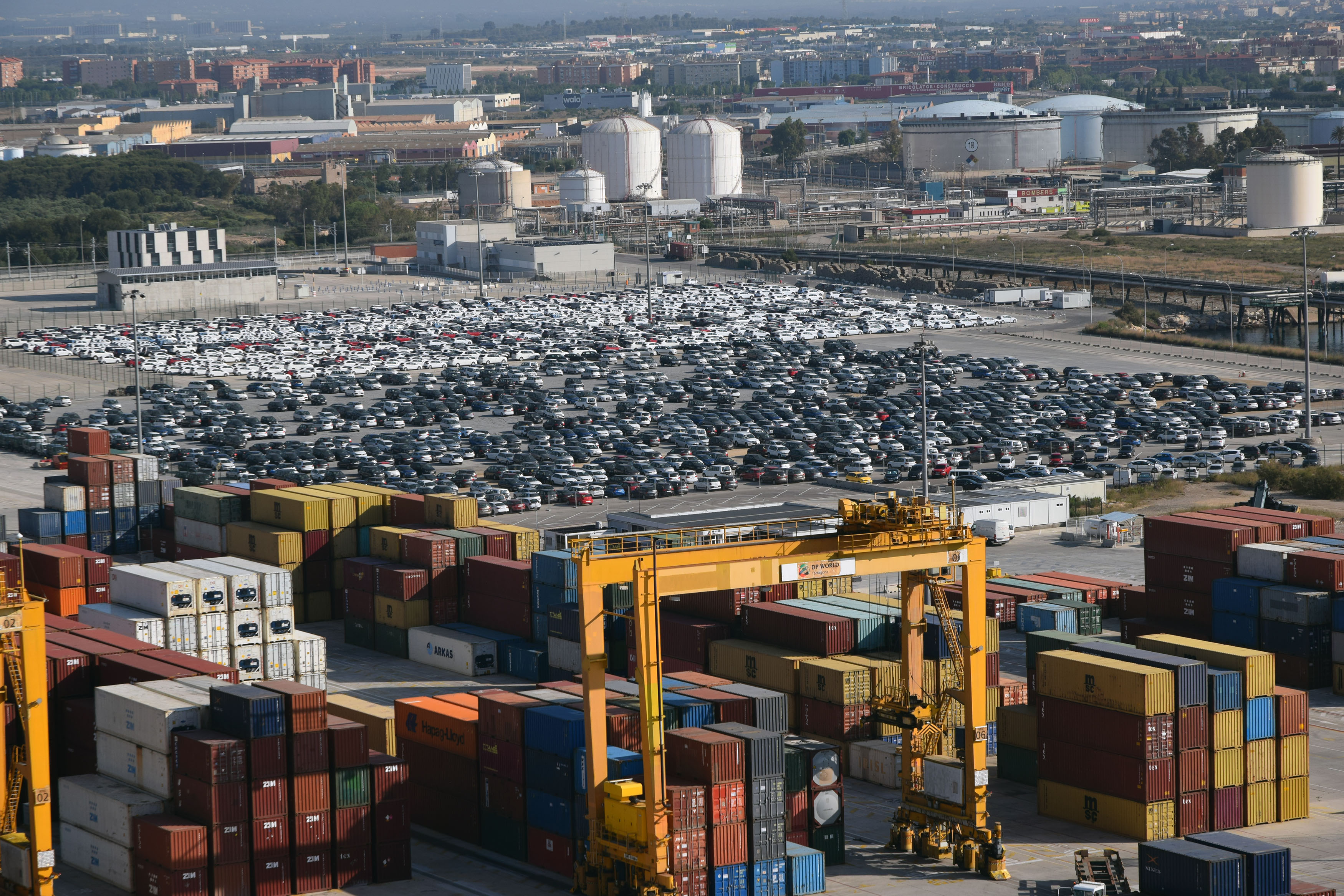
Diversos tráficos en el Puerto de Tarragona

El Puerto es un hub de pasta de papel y logra una cifra superior a 600.000 toneladas y se encuentra en constante crecimiento desde 2007. Esta pasta de papel llega de Sudamérica, entre otras zonas, y una parte se distribuye por vía terrestre o bien a otros puertos del Mediterráneo.
Cargas especiales
El Puerto de Tarragona cuenta con óptimas condiciones para el tráfico de proyectos de carga especial que pueden hacerse en explanadas al aire libre, como el  Project Cargo, que consiste en la construcción y transporte de grandes estructuras metálicas como tanques, chimeneas, calderas, hornos de centrales térmicas, equipos de refrigeración. El destino principal de estos proyectos es el norte de África, el norte de Europa y los Estados Unidos.
Siderúrgicos
La mayor parte de esta mercancía consiste en bobinas, productos laminados, perfiles y vigas para la industria del automóvil y la construcción así como chatarras y restos metálicos. En estos últimos años el tráfico ha creidoc y se ha llegado a las 500.000 toneladas al 2019.
Vehículos
Los turismos se exportan los turismos con destino en los países mediterráneos y se importan vehículos desde Asia, principalmente Corea del Sur. El Puerto cuenta con dos terminales que hacen un total de 530.000 m² destinados a los vehículos y mueve 200.000 unidades anuales. 
Cruceros
Debido al legado romano de la ciudad, a la proximidad con Port Aventura y a su situación geográfica a la Costa Dorada, el Puerto destina parte de su actividad a la recepción de cruceros. La temporada de cruceros de 2019 se cerró con 130.000 cruceristas y dejaron unos 10 millones de euros de impacto económico en el territorio.